# Galunsko strojenje
Galúnsko strojênje ali bélo strojênje se uporablja za strojenje krzna. Strojijo tako, da mesno stran večkrat premažejo z raztopino galuna in kuhinjske soli.
Z galunom strojijo še kože za šivanje jermenov, kože iz katerih izdeljujejo vezalke in drugo.
Z galunom strojeno usnje je belo, zelo žilavo in gibčno.